# Oebisfelde
Oebisfelde is een plaats en voormalige gemeente in de Duitse deelstaat Saksen-Anhalt, gelegen in de Landkreis Börde. De plaats telt 7.377 inwoners.